# Romulea amoena
Romulea amoena är en irisväxtart som beskrevs av Rudolf Schlechter och Augusto Béguinot. Romulea amoena ingår i släktet Romulea och familjen irisväxter. Inga underarter finns listade i Catalogue of Life.